# La noia de la llar de foc
La noia de la llar de foc (The Girl in the Fireplace en l'original anglès) és el quart episodi de la segona sèrie de la sèrie de televisió de ciència-ficció britànica Doctor Who. Va ser emès originalment el 6 de maig del 2006, i és l'únic capítol de la sèrie del 2006 que fou escrit per Steven Moffat. Sophia Myles protagonitzar el paper de la figura històrica de Madame de Pompadour.

## Argument
El Doctor troba amor, a més d'androides diabòlics, a la França del segle xviii. Madame de Pompadour és perseguida per un foraster anomenat el Doctor. La podrà salvar dels assassins de rellotgeria?